# Syngonanthus biformis
Syngonanthus biformis är en gräsväxtart som först beskrevs av Nicholas Edward Brown, och fick sitt nu gällande namn av Henry Allan Gleason. Syngonanthus biformis ingår i släktet Syngonanthus och familjen Eriocaulaceae. Inga underarter finns listade i Catalogue of Life.